# Conclusione (musica)

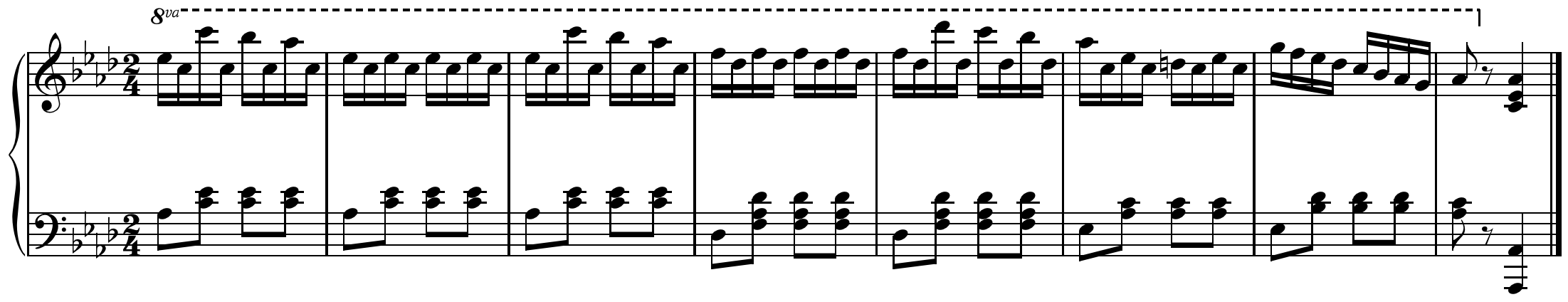
Outro di Jingle Bells

Nella musica, la conclusione è la fine di una composizione e può assumere la forma di una coda o outro.
I brani che usano la forma-sonata di solito usano la ricapitolazione per concludere un pezzo, pervenendo alla chiusura tramite la ripetizione del materiale tematico dalla esposizione nella chiave tonale. In tutte le forme musicali le altre tecniche comprendono "digressioni del tutto inaspettate come se il lavoro stesse per chudersi, seguito da un ritorno.... ad una conferma di conseguenza più enfatizzata delle relazioni strutturali implicate nel corpo del lavoro".
Per esempio:
- Il movimento lento del Concerto Brandeburghese n. 2 di Johann Sebastian Bach, in cui una "progressione di accordi in settima diminuita interrompe la cadenza finale.[1]
- "Il movimento lento della Sinfonia n. 5 di Beethoven, in cui "ripensamenti riecheggianti", seguono le dichiarazioni iniziali del primo tema e soltanto il ritorno ampliato nella coda.[1]
- Density 21.5 di Varèse, dove il partizionamento della scala cromatica in (due) intere scale di toni fornisce il tritono mancante di B implicito nel partizionamento in precedenza esclusivo di (tre) accordi di settima diminuita.[1]

## Coda
La Coda (italiano, plurale code) è un termine usato nella musica in un certo numero di significati differenti, in primo luogo per designare un passaggio che porta un pezzo musicale (o un suo movimento) alla conclusione.

## Outro
Un outro (a volte "outtro", anche "extro") è l'opposto di un intro. "Outro" è una miscela o sincrasi, in quanto sostituisce l'elemento "in" della "intro" con il suo opposto, per creare una nuova parola.
Il termine è in genere utilizzato solo nel regno della musica pop. Esso può fare riferimento al brano conclusivo di un album o ad un outro-solista, un assolo strumentale (di solito un assolo di chitarra) suonato mentre la canzone svanisce o finché non si arresta.

### Esempio
- "Jeremy" come registrato dai Pearl Jam.
- "Outro" - Il brano finale dell'album degli M83 "Hurry Up, We're Dreaming".

## Repeat and fade
Repeat and fade (Letteralmente: Ripeti e dissolvi) è una modalità musicale, usata negli spartiti, per terminare un brano musicale, quando si desidera più di una ripetizione delle ultime misure di un pezzo, con un fade-out (come qualcosa che viaggia in lontananza e scompare). È nato come un effetto sonoro reso possibile dai controlli del volume sugli apparecchi di registrazione del suono e sui controlli audio per l'uscita degli altoparlanti. Nessun equivalente termine italiano era nel lessico dei termini musicali standard, così fu scritto in inglese, la lingua dei musicisti che hanno sviluppato la tecnica. È molto difficile approssimare questo effetto su uno strumento come il pianoforte, ma gli strumentisti possono simularlo assottigliando la trama musicale applicando un diminuendo nei limiti delle loro strumenti, e sfruttando la netta sensazione di un'armonia irrisolta o una tonalità melodica alla fine. È nella famiglia di termini e segni che indicano il materiale sonoro ripetuto, ma non sostituisce nessuno di loro, e non sarebbe corretto descriverlo come una "scorciatoia" per uno qualsiasi degli altri segni di ripetizione (come "Dal Segno"). La modalità è da prendere alla lettera: mentre ripete la musica contenuta all'interno della sezione annotata "repeat and fade", il musicista dovrebbe continuare a suonare/ripetere, e il mixer o il suonatore dovrebbe sfumare il volume mentre il suonatore ripete i segmenti musicali appropriati, fino a quando la canzone svanisce (di solito tramite il fader del mixer).

### Esempi
Finali che ripetono e svaniscono (Repeat and fade endings) si trovano raramente in concerti dal vivo, ma sono usati spesso nelle registrazioni in studio. Esempi sono:
- "Hey Jude" come registrata dai The Beatles
- "Time and a Word" come registrata daglii Yes[3]